# Атеље за витраж Станишић
Атеље за витраж Станишић је уметнички простор за израду витража и мозаика који се налази у Сомбору.

## Историјат и развој
Атеље је настао 1898. године, када је трговац Милан Станишић у Сомбору отварио радњу за продају рамова, чаша, порцеланских и стаклених предмета. 
Већ 1908. године, два мајстора, Чех и Немац,уч Милана уметности стварања витража. Након тога Милан их запошљава и отвара радионицу, а занат и знање преноси на подорицу.Поред израде витража и продаје предмета од порцелана и стакла, радња се бавила и фотокерамиком.
После рата револуционарн власт  укида приватне фирме, па Стеван Станишић своје знање користи на други начин. Васа Поморишац академик и професор, заједно са Стеваном 
оснива Факултет Примењених Уметности а Станишић први у свету почиње израду витража у соц-реалистичком стилу.Каснијих година по попуштању  државних идеолошких стега, Стеван Станишић први у Сомбору добија дозволу да поново отвори приватну радионицу коју наставља његов син. 
Захваљујући његовом стваралаштву, Војвођани данас уживају у лепоти витража које носи Карловачка гимназија, Саборна црква у Сремским Карловцима, католичкие цркве у Петроварадину и многи витражи данас присутни у земљи.  Године 1992.Милан Станишић Други отвара атеље у Будимпешти и за хотел Гелерт израђује витраж са мотивима из Арањијеве поеме, која се простире дужином од 150 квадратних метара.
Миланов син, Стеван ИИ, одлази на специјализацију у Њујорк 1989. године. Након годину дана стручног усавршавања враћа се у Сомбор, где наставља рад у породичном атељеу.

## Знаменити витражи
Значајнији пројекти на подручју Србије су витражи који се налазе у свечаној сали САНУ у Београду,по нацртима које је радио Младен Србиновић, као и они коиј се налазе у Синагоги у Суботици.
На подручју Русије, најзначајнији пројекат су витражи израђени за вилу Владимира Путина која се налази у близини Каљинграда.
Остали пројекти настали у периоду од 2000. до 2015. године су витражи за Храм Светог Василија Острошког у Београду, Катедралу Храм Светог Саве у Хјустону, комплетне обнове витража за три цркве у Сарајеву и други.

## Атеље данас
Од почетка 2016. године атеље Станишић самостално води Александра Станишић.